# Junta de Arroyo Blanquillo
Junta de Arroyo Blanquillo är en ort i Mexiko.   Den ligger i kommunen Xochistlahuaca och delstaten Guerrero, i den sydöstra delen av landet, 300 km söder om huvudstaden Mexico City. Junta de Arroyo Blanquillo ligger 312 meter över havet och antalet invånare är 145.
Terrängen runt Junta de Arroyo Blanquillo är kuperad. Runt Junta de Arroyo Blanquillo är det ganska glesbefolkat, med 50 invånare per kvadratkilometer. Närmaste större samhälle är Tlacoachistlahuaca, 10,9 km nordväst om Junta de Arroyo Blanquillo. Omgivningarna runt Junta de Arroyo Blanquillo är en mosaik av jordbruksmark och naturlig växtlighet.